# 艾伦·奥尔康
艾伦·奥尔康（1948年1月1日—），美國電氣工程與計算機科學先驅，以創作首個電子遊戲《乓》而知名。